# Trại quân sự

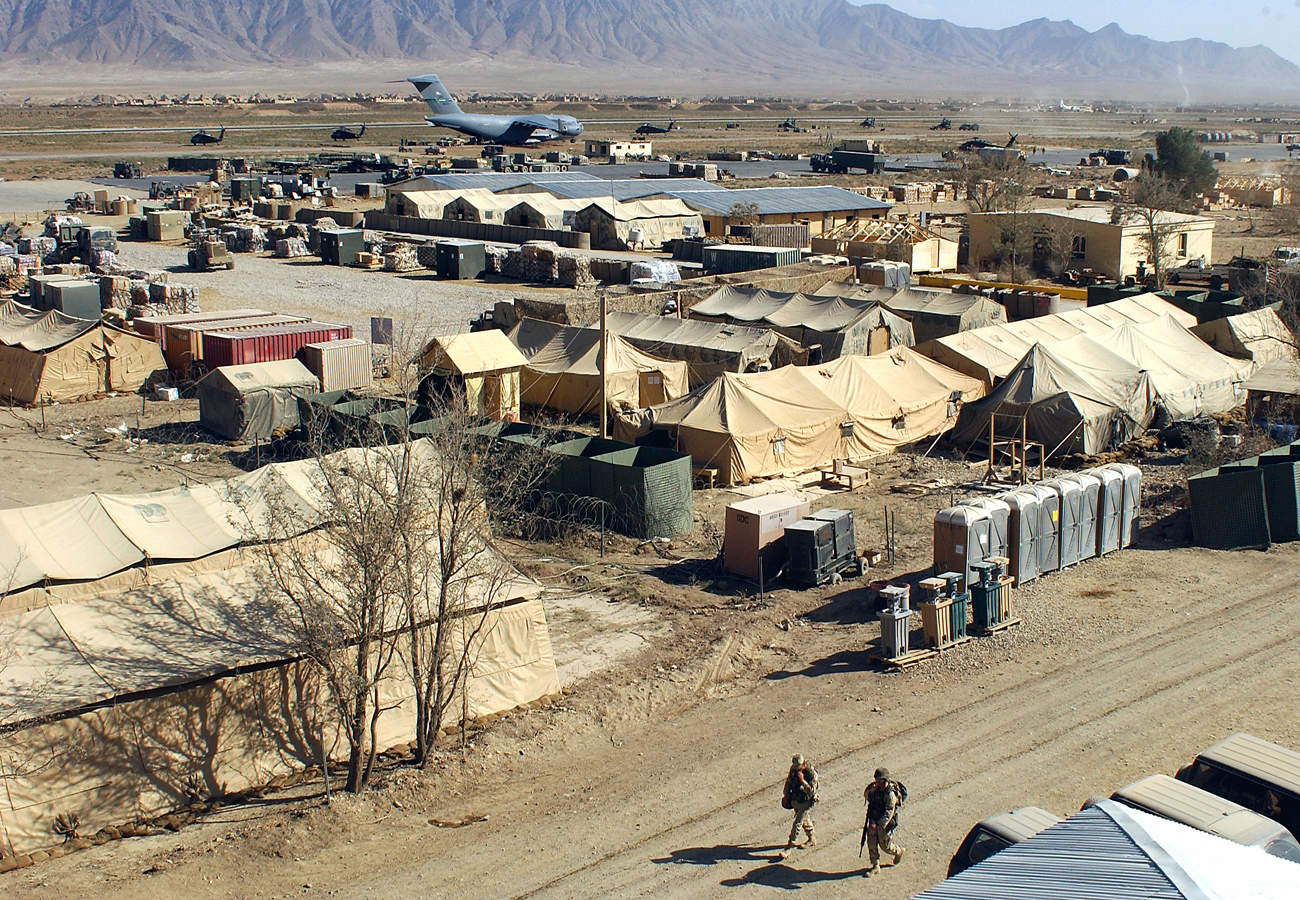
Một doanh trại quân Mỹ ở Afghanistan

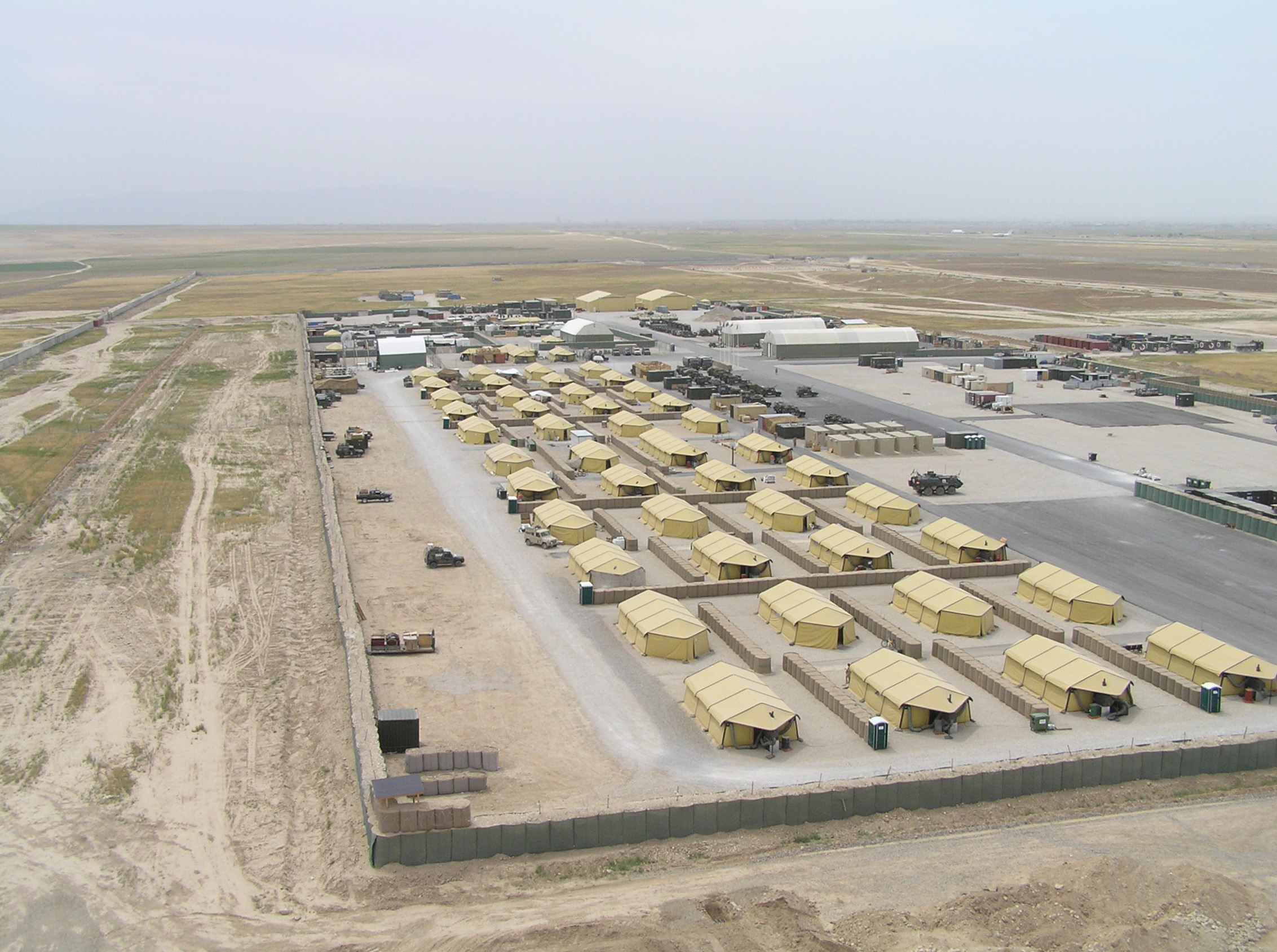
Đại bản doanh của quân đội Mỹ

Trại quân sự hoặc trại quân đội hay doanh trại hay quân doanh là một cơ sở bán kiên cố được thiết kế xây dựng, bố trí dành làm chỗ ở, trú ngụ của một hoặc nhiều đội quân và cũng phục vụ việc chứa các vũ khí, khí tài, phương tiện quân sự, quân lương của những đạo quân. Các trại được dựng lên khi một lực lượng quân sự di chuyển từ một vị trí đóng quân này đến một vị trí đóng quân khác và thường tổ chức cắm các trại lớn nơi đóng quân, thường đóng tập trung thành một khu vực rộng lớn gọi là quân doanh hay đại bản doanh. Cấu trúc của trại quân sự có nhiều kiểu, thông thường là bên ngoài có một hàng rào (cố định hoặc lưu động bằng các xe quân sự) bên trong là các lều bạt dành làm nơi ngủ hoặc nghỉ ngơi cho quân đội hoặc nơi chứa các vũ khí, khí tài, chuồng ngựa (thời cổ), có thể có các chòi canh, tháp canh, cổng trại...

## Lịch sử
Trong các thời đại La Mã, trại quân sự được dựng lên một cách rất cách điệu có thể phục vụ một toàn bộ quân đoàn. Trong lịch sử châu Á thời cổ, doanh trại rất được chú trọng. Ở Trung Quốc, Việt Nam, Mông Cổ, Nhật Bản... khi các đoàn quân với số lượng lớn di chuyển thường kèm theo rất nhiều trại lũy. Trong các binh pháp thời cổ về quân sự ở các nước Phương Đông. Việc xây dựng, hạ trại, cắm trại được mô tả tương đối kỹ càng, có nhiều hình thức trại lính được mô tả trong các thư tịch cổ này.
Sử sách có ghi lại trong thời Tam Quốc khi Mã Siêu cùng quân Tây Lương khởi loạn chống lại triều đình nhà Hán, họ đã đóng trại dăng hàng ở khắp vùng Đồng Quan, Vị Hà. Cũng trong thời đại này nhiều cuộc tập kích cướp các doanh trại đã diễn ra như vụ Tào Tháo dẫn quân cướp kho lương Ô Sào của Viên Thiệu, Triệu Tử Long dẫn quân đột phá doanh trại của Tào Tháo, Lục Tốn đốt trại của Lưu Bị.... Ở Việt Nam trong thời kỳ chiến tranh thời cổ có nhiều đợt tập kích, tấn công vào các doanh trại như: Quân đội nhà Lý tập kích doanh trại của quân nhà Tống; quân đội nhà Trần tấn công doanh trại của quân Mông Cổ tại Đông Bộ Đầu, Thăng Long, Vạn Kiếp (với chiến thuật tấn công khi đối phương đang ở tình trạng "người tách khỏi ngựa"), nghĩa quân Lam Sơn tấn công doanh trại của quân nhà Minh và quân đội Tây Sơn tấn công doanh trại Đống Đa của quân Thanh...

## Một số hình ảnh

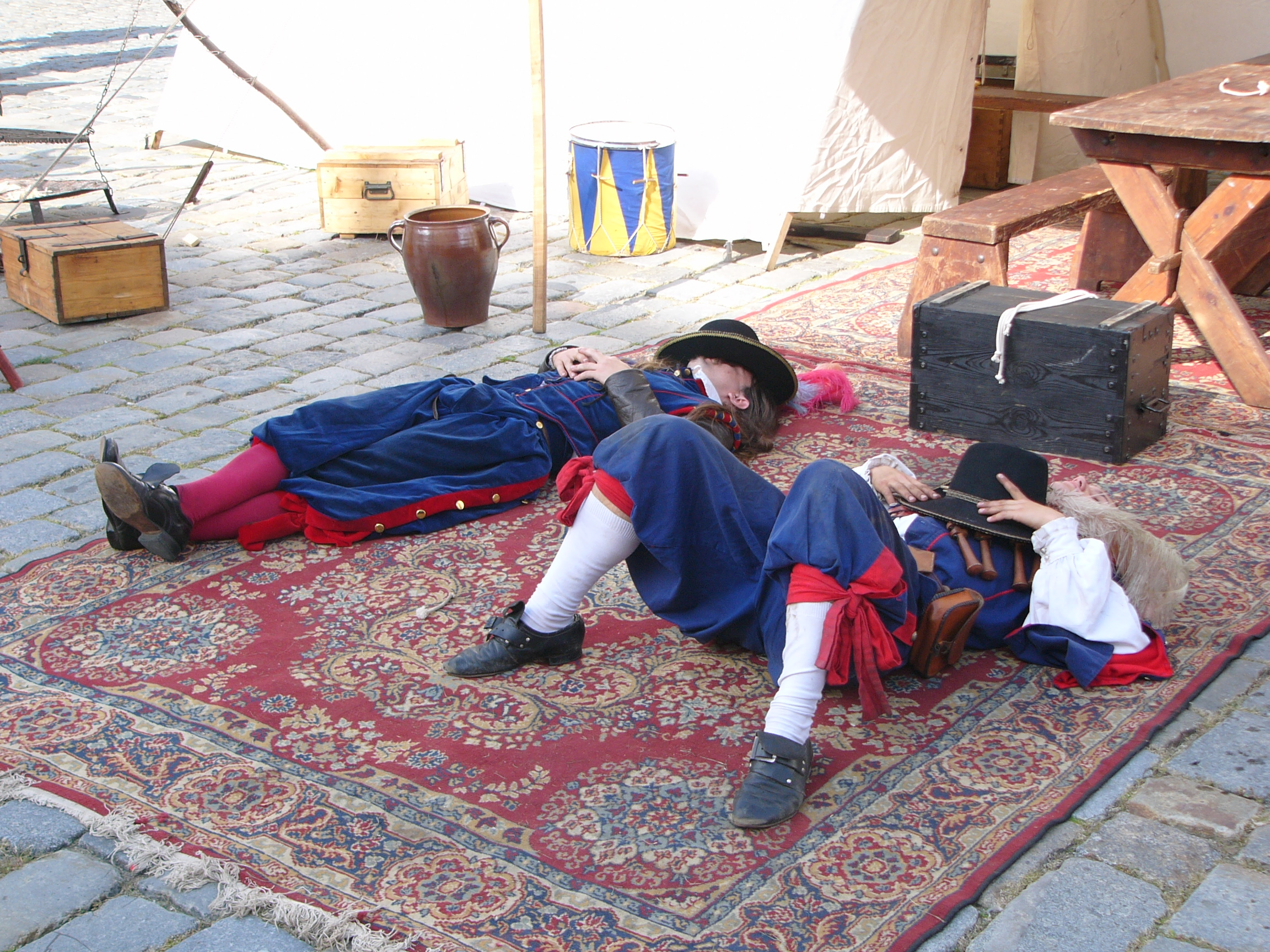
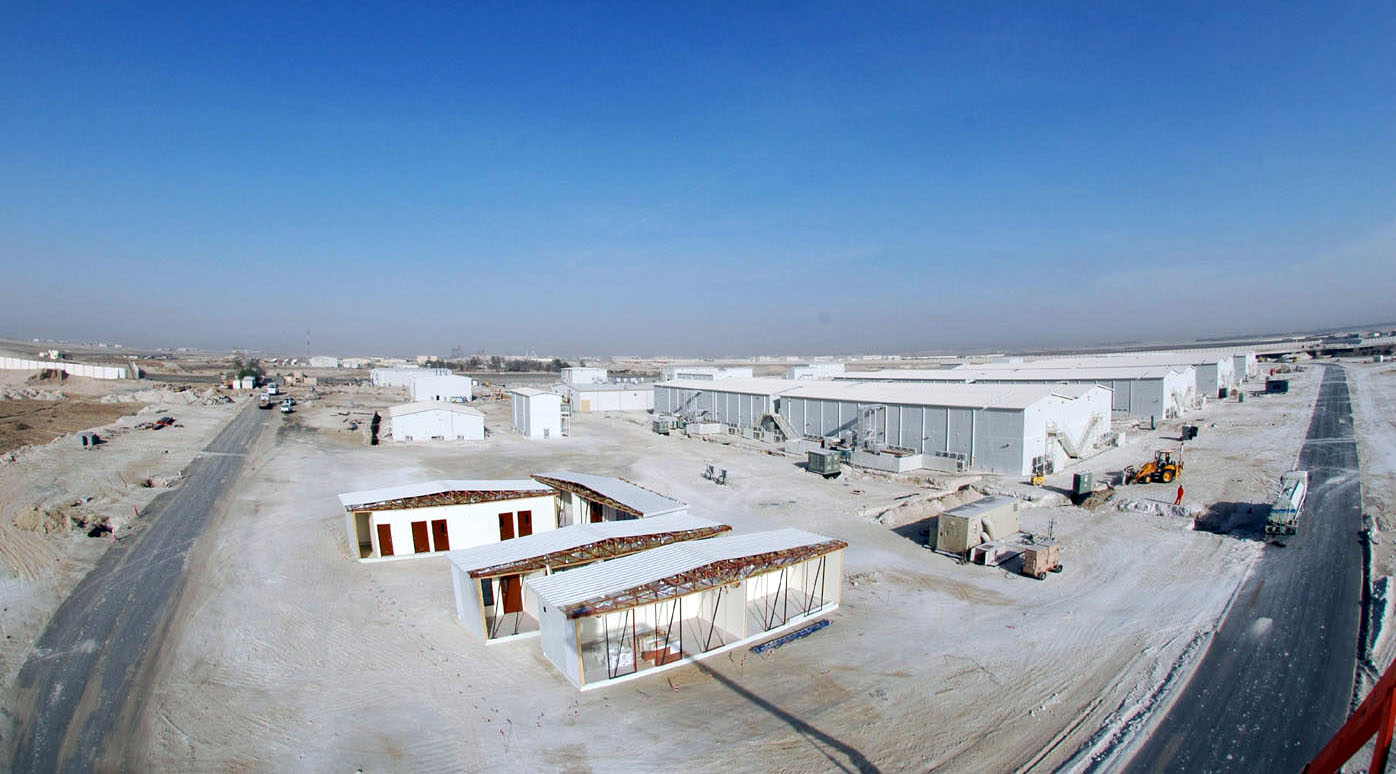
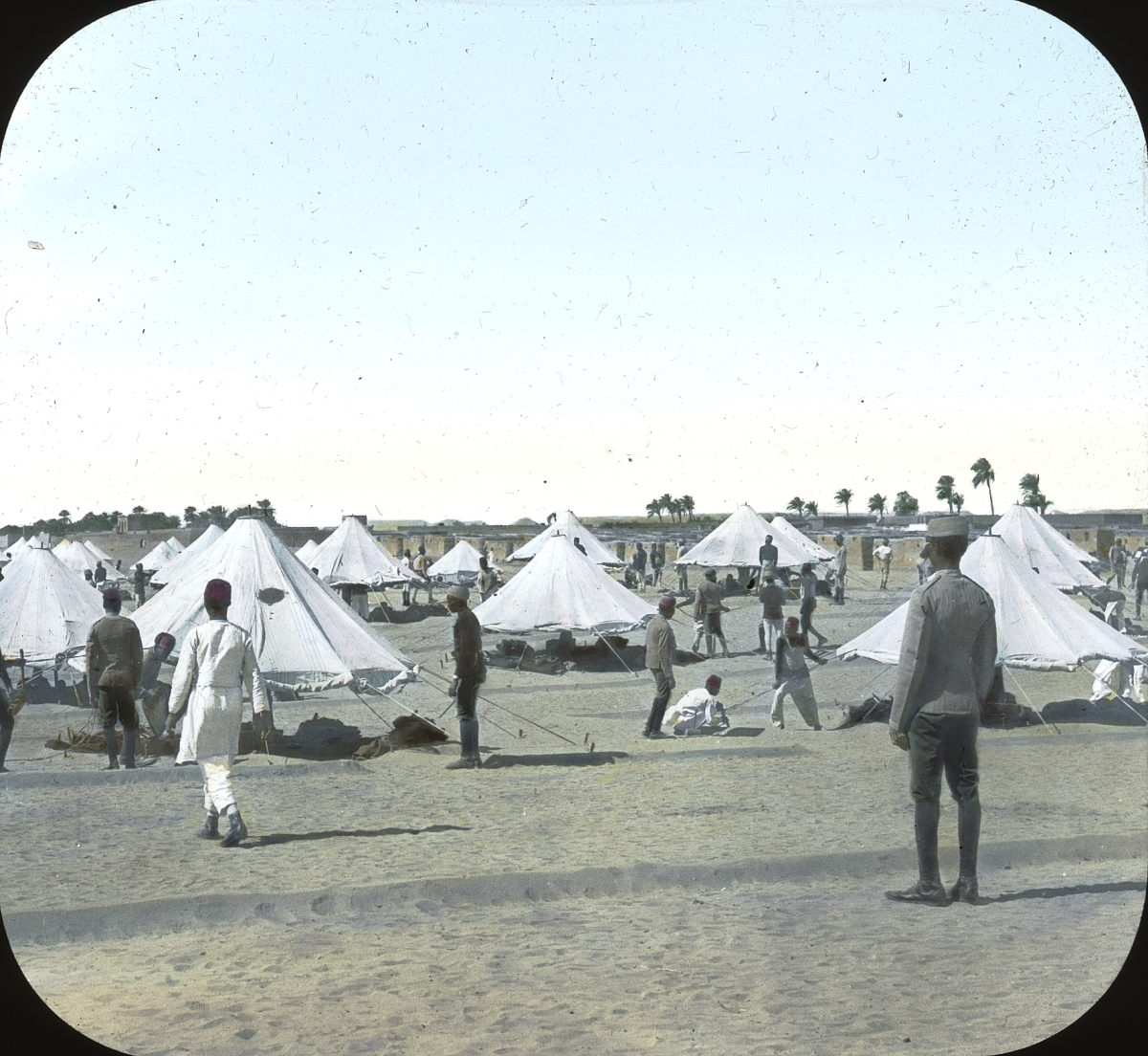
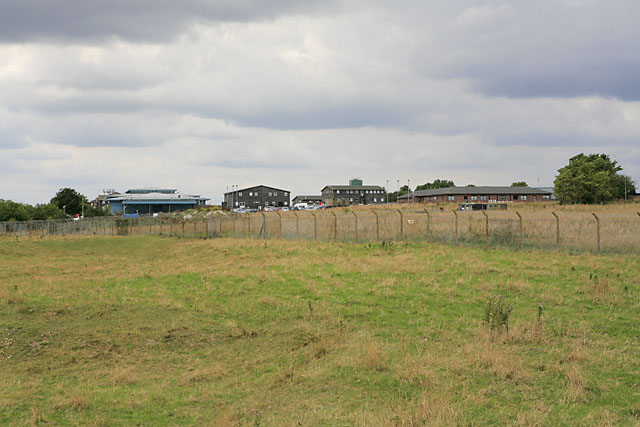
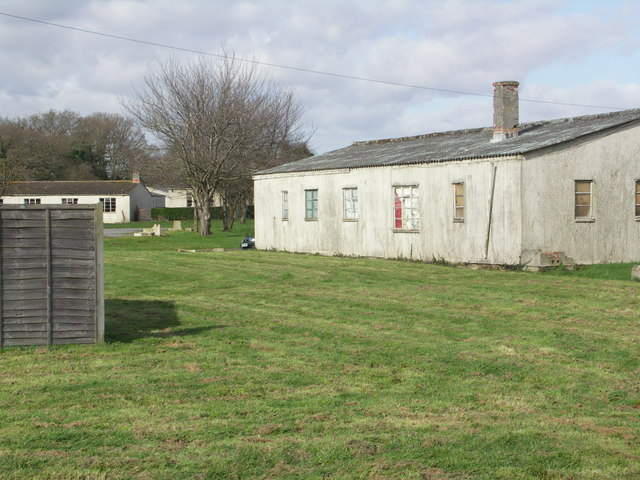
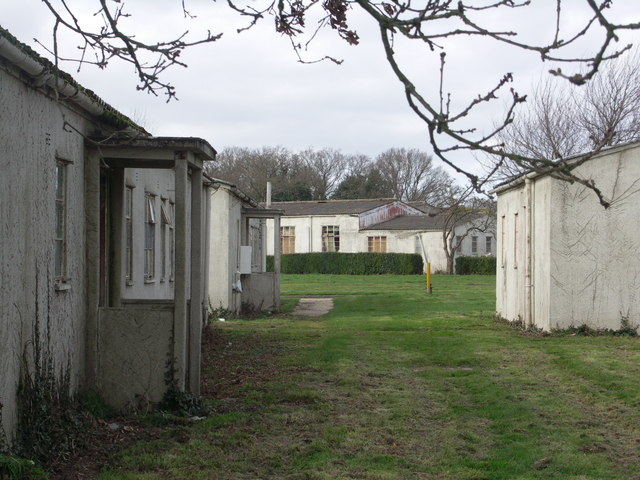